# Aéroport de Vitoria-Gasteiz
L'aéroport de Vitoria-Gasteiz en Pays basque dans la province d'Alava (Espagne) (code IATA : VIT • code OACI : LEVT) est un aéroport espagnol géré par AENA qui a été inauguré en 1980. Il se situe à 8 km du centre de Vitoria-Gasteiz, sur des terrains de l'ancienne commune de Foronda et très près des villages de Foronda et d'Antezana de Foronda, ce pourquoi il a reçu en son temps le nom d'Aeropuerto de Foronda. Du fait de sa construction, et pour des motifs de sécurité on a dû démolir le village d'Otaza, qui se trouvait en fin de piste, très près du périmètre de l'aéroport.

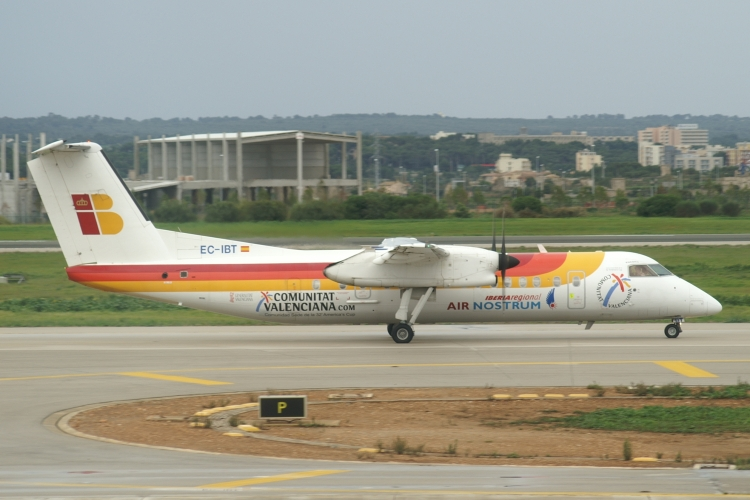
Avion de la compagnie Air Nostrum/Iberia.

Il est peu important dans le transport de passagers et compte peu de liaisons stables. Iberia (Air Nostrum) a des vols Madrid-Barajas et à Barcelone, et d'autres opèrent sporadiquement sur des vols charter. Les installations ont été construites dans le but de transporter tous les voyageurs du Pays basque et zones limitrophes depuis Foronda. Toutefois il n'est pas parvenu à supplanter les aéroports de Bilbao et de Saint-Sébastien, bien qu'ayant des caractéristiques opérationnelles supérieures et une bien meilleure visibilité et facilité pour le décollage et l'atterrissage. Il est en effet situé dans une vaste plaine et possède une grande piste d'atterrissage bidirectionnelle (04/22) de 3 500 m de longueur (avec, en outre, un localisateur ILS pour la tête 04). La piste dispose en outre d'une piste de roulage parallèle, qui accélère la circulation des aéronefs dans l'aéroport et réduit le temps d'occupation de la piste principale. Le nombre de voyageurs en 2008 a été de 67 818 passagers, enregistrant une diminution de plus de 60 % par rapport à l'année précédente.
En revanche, l'aéroport s'est spécialisé depuis 1993 dans le trafic de marchandises. Plusieurs compagnies l'ont choisi comme point d'arrivée de marchandises périssables et comme base de distribution de fret. En 2008, 34 990 tonnes de marchandisey on transité, et l'éroport a été le troisième plus important en termes de fret en Espagne derrière Madrid-Barajas et Barcelone.

## Accès
Le seul accès à l'aéroport de Vitoria-Gasteiz est la route N-624. Cette partie de la N-622, qui relie Vitoria-Gasteiz avec Bilbao par sa connexion avec l'AP-68 à proximité de Murgia. 8 km séparent le centre de Vitoria-Gasteiz de  l'aéroport ; le temps moyen pour ce parcours est de dix minutes.
Il peut aussi être relié avec la N-624 à travers la variante de Vitoria-Nort de le N-1, ce qui réduit le temps de déplacement à l'aéroport des passagers provenant du sud, puisqu'on évite de traverser la ville.
Pour fin 2008, on attend sa connexion via l'AP-1, autoroute qui relie Vitoria-Gasteiz et Eibar.

## Situation
| \| 100 km1:11 216 000 \| Alicante Almería Andorre Badajoz Barcelone Bilbao Burgos León Castellón · de la Plana Ceuta Gérone Grenade Ibiza Jerez La Corogne Lleida Logroño Madrid Málaga Melilla Minorque Murcie Oviédo Palma de · Majorque Pampelune Reus Sabadell Saint-Jacques Saint-Sébastien Salamanque Santander Saragosse Séville Valence Valladolid Vigo Vitoria |
| 100 km1:11 216 000 |

Voir les Îles Canaries

## Histoire

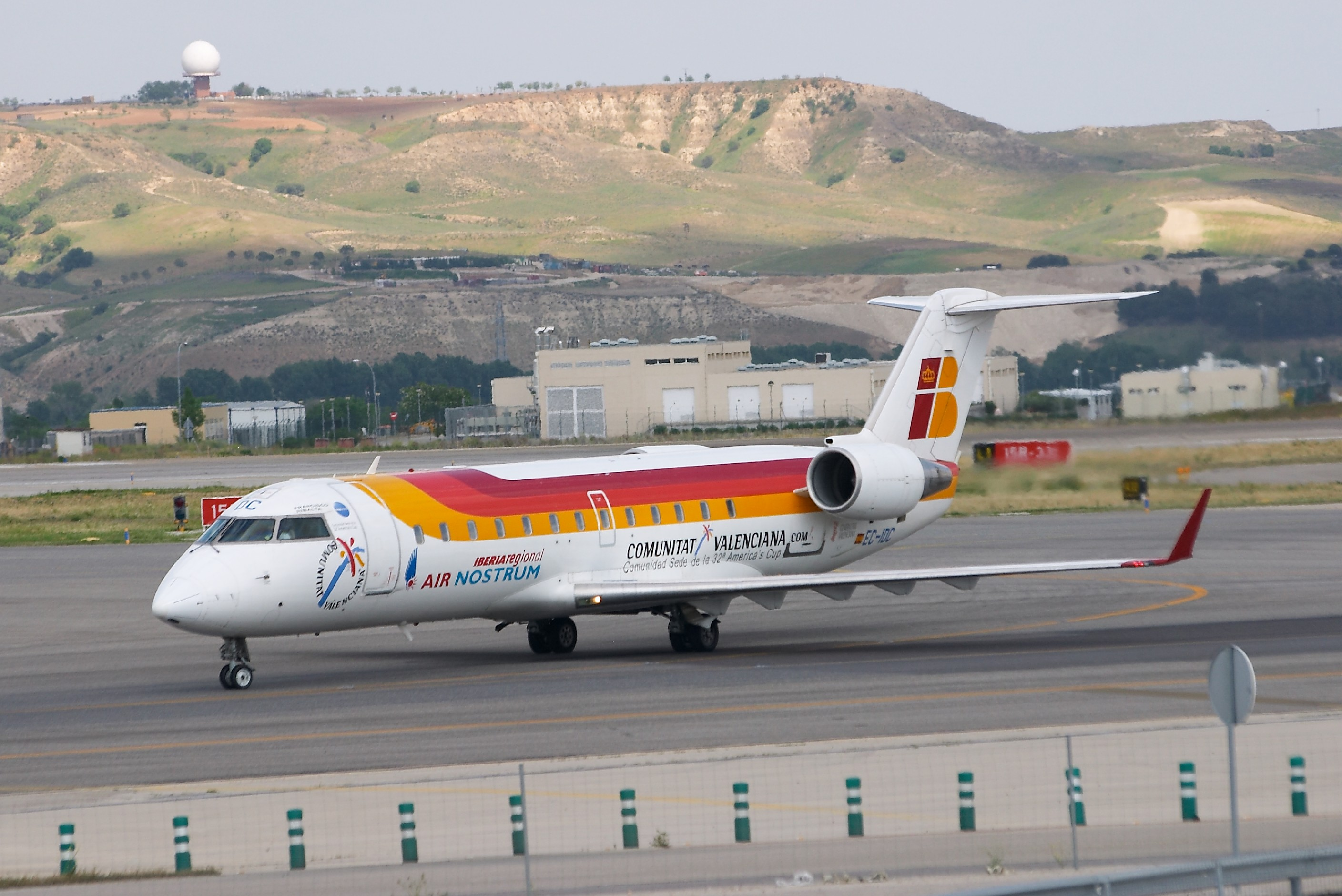
Avion Régional Jet CRJ-200ER.

En 1934, le Ministère des Communications autorise la construction d'un aéroport, situé à Zalburu, où sont construits maintenant des logements à Salburua, un kilomètre à l'est de la ville de Vitoria-Gasteiz, entre les localités d'Elorriaga et de Betoño, avec la route générale d'Irun. Il est déclaré d'intérêt général et de service public et inauguré le 29 septembre 1935 avec le nom de José Martínez Aragon. Après celle guerre civile on l'appellera aéroport Général Mola (dû au fait que Mola est décédé dans un accident d'avion quand il retournait à cet aéroport de Vitoria) bien que sans activité aérienne. Un décret du 12 juillet 1946 le rouvre au trafic aérien civil, national et international et de tourisme, et aux escales techniques du trafic commercial. Toutefois, un ordre six mois plus tard le fait fermer de nouveau. Il ne sera pas rouvert à nouveau jusqu'en 1948, une fois que la Députation forale d'Alava et la mairie de Vitoria en font don au Ministère de l'Air. En 1957, il est fermé à nouveau au trafic aérien et en 1966 il est récemment ouvert mais seulement pour les vols privés et sportifs.
En 1970, à la suite du développement économique de la région, la Chambre de Commerce et d'Industrie d'Alava sollicite l'intervention de la Députation Forale pour établir des lignes régulières qui relient Vitoria-Gasteiz avec les principales villes espagnoles et européennes. Les premières analyses qui seront effectuées mettent en évidence l'impossibilité d'utiliser l'aéroport existant. On entame ainsi une série d'études qui concluent que la meilleure solution économique et technique sont des terrains dans la localité de Foronda, dans la plaine alavaise. L'été 1972 est approuvé la construction du nouvel aérodrome.
En 1976, le sous-secrétaire de l'Aviation Civile approuve la première phase de l'aéroport, qui supposait la construction d'une piste de vol de 2 200 par 45 mètres, l'installation d'un système ILS catégorie II, un VASIS, une mesure de portée visuelle de piste (RVR) et une mesure de hauteur de nuages. La piste s'étendra plus tard à 3 000 mètres et plus tard encore, à l'actuelle longueur de 3 500 m. En 1978, on conclut des contrats pour mettre les aux normes anti-incendie, d'installation de la tour de contrôle, de l'urbanisation et de l'accès.
Le 30 janvier 1980, on publie l'ordre ministériel qui ouvre le trafic national et international de passagers de l'aéroport de Vitoria-Gasteiz, avec horaire d'utilisation permanente et classé déjà comme de première catégorie. Le 16 février, la Députation forale transfère la propriété des terrains, bâtiments et installations au Ministère des Transports et on signe la désaffectation des terrains d'utilisation aéronautique de l'aéroport Général Mola, ces derniers retournant à la mairie de Vitoria-Gasteiz et à la Députation Forale. Le 6 avril, Iberia inaugure la ligne Madrid-Vitoria.
En 1981 s'agrandit l'habilitation douanière de Vitoria-Gasteiz pour le bureau de marchandises, dont l'aéroport se met à se spécialiser dans le traitement de charge aérienne et assume le rôle de centre distributeur de marchandises de la zone nord péninsulaire. Pour favoriser cette activité, on constitue en 1994 la société VIA, formée par AENA, la mairie de Vitoria-Gasteiz, la Chambre de Commerce et d'Industrie d'Alava, la Députation Forale et le Gouvernement basque.
De nos jours, un nouveau parking pour véhicules et un hangar de maintenance des avions va être construit dans l'aéroport. L'aéroport dispose deux plates-formes (celle de fret et commerciale). Le terminal de trafic passagers dispose de 5 portes d'embarquement et la plate-forme de fret dispose de 13 postes de parkings pour, indépendamment de la plate-forme d'aviation générale, qui se trouve avec la commerciale. Ceci veut dire que dans l'aéroport il peut y avoir jusqu'à 18 aéronefs de la catégorie moyenne à la fois, outre les aéronefs légers qui entrent dans la plate-forme d'aviation générale. Il compte aussi avec des bâtiments logistiques des entreprises de transports DHL et TNT. Ici sont aussi situées les nouvelles installations de l'Aéroclub de Vitoria Heraclio Alfaro, fondé en 1953, dans le hangar duquel, inauguré en octobre 2006, on dispense les cours de pilotage privé. Cette même année de 2006 a été construit un nouveau terminal de DHL avec une capacité suffisante pour loger des aéronefs lourds type Boeing 747. Vitoria-Gasteiz est le centre de liaison principal (HUB) de DHL pour tout l'ouest de l'Europe, auquel arrivent quotidiennement des vols cargos intercontinentaux.
Le 26 octobre 2007, Ryanair a cessé d'opérer dans l'aéroport, selon certaines sources, parce que l'entreprise ne voyait pas d'avenir aux lignes qu'elle offrait puisqu'ils avaient une rentabilité inférieure aux espérances.

## Environnement
En mai 2002, l'aéroport de Vitoria-Gasteiz a obtenu le Certificat de Gestion Environnementale ISO 14001 accordé par AENOR (Asociación Española Normalización et de Certificación). La certification, valable internationalement, reconnaît l'effort et les activités que l'aéroport a menées à bien dans le cadre environnemental.
Le système de gestion environnementale qu'a adopté l'aéroport rassemble, entre autres mesures, la gestion de résidus solides avec sa séparation et l'évaluation, la gestion de résidus dangereux, l'extension du débit de déchet et des améliorations établies épuratrice dans est épuratrice, ainsi que le règlement et le captage d'eaux superficielles pour irrigations. De même, on a établi des objectifs en rapport avec la réduction de la consommation et le recyclage de rôle, fongibles matériel informatique, etc.
En outre, dans la politique d'amélioration environnementale figure la prochaine création d'un centre de gestion de résidus produits dans l'aéroport et une plate-forme d'essais contre des incendies. Les deux projets se trouvent en phase de future ébauche.

## Compagnies aériennes et destinations
| Compagnies      | Destinations |
| --------------- | --- |
| Binter Canarias | Las Palmas/Gran Canaria, Ténériffe-Nord |
| Iberia          | En saison: Palma de Majorque |
| Ryanair         | - Alicante-Elche, - Bergame-Orio al Serio, - Charleroi Bruxelles-Sud, - Malaga-Costa del Sol, - Palma de Majorque, - Séville-San Pablo En saison: Cologne/Bonn-K. Adenauer |

Édité le 19/06/2020  Actualisé le 16/04/2023